# Kostel Nejsvětější Trojice a pastorační centrum Kardinála Josefa Berana
Kostel Nejsvětější Trojice a pastorační centrum Kardinála Josefa Berana je zamýšlený projekt stavby římskokatolického kostela pro město Neratovice. Objekt má zároveň sloužit jako komunitní centrum a také jako koncertní, výstavní anebo přednáškový prostor. Stavba je plánovaná těsně za hranicí Neratovic, na katastru obce Libiš.
Stavba kostela s 22 metrů vysokou věží začala v létě 2024, hotová by měla být v roce 2027.

## Okolnosti vzniku stavby
Neratovice jsou městem, které nemá vlastní kostel. Když byly v roce 1957 povýšeny na město, tehdejší komunistická moc si přála, aby byly prvním městem bez kostela. S uvolněním poměrů na konci šedesátých let 20. století se objevily návrhy na stavbu kostela. Veškeré snahy ale nakonec vyšly naprázdno důsledkem nastupující normalizace. Po roce 1989 se dokonce podařilo vykopat a vylít základy nového kostela. Po smrti iniciátora stavby pátera Kubého však základy začaly zarůstat náletovými rostlinami a stavba nebyla dokončena. Místní farnost má ve městě k dispozici pouze kapli, která je v soukromých rukou a má navíc velmi omezenou kapacitu.
Podle tamního faráře Petera Kováče se ke katolické církvi se na území farnosti hlásí zhruba 3000 lidí, přičemž bohoslužby do malých kostelíků v okolních obcích jich pravidelně chodí více než dvě stovky a často musí stát venku. Pro činnost farnosti je podle jeho slov využívána řada zapůjčených prostor a s přibývajícím počtem členů a množstvím čím dál více chybí vlastní zázemí.

## Návrh stavby
Autorem návrhu stavby kostela je český architekt Zdeněk Fránek, který má už z minulosti zkušenosti s návrhy sakrálních staveb. Plánovaný kostel byl inspirovaný několika biblickými motivy. Navrhovaná stavba má svým tvarem připomínat Noemovu archu. Střecha kostela bude plochá a zatravněná. Věž o výšce 22 metrů má symbolizovat postavu, která se k arše sklání. Nad vstupem do objektu je plánováno čtyřdílné okno, které má symbolizovat čtyři evangelisty, jejichž spisy jsou bránou k poznání Ježíše Krista.

## Náklady
Náklady na hrubou stavbu činí přes 200 milionů korun, celková cena má dosáhnout 295 milionů korun. Ze známých osobností vyjádřili stavbě podporu herec a režisér Jiří Strach a poslanec Evropského parlamentu Tomáš Zdechovský, kteří se oba stali patrony projektu a slíbili pomoc se sháněním financí.

## Stavba
Stavba kostela započala v létě roku 2024. 18. září téhož roku požehnal základy stavby pražský arcibiskup Mons. Jan Graubner.